# سیارک ۳۱۰۹۷
سیارک ۳۱۰۹۷ (به انگلیسی: 31097 Nucciomula، نامگذاری:1997JM11) سی و یک هزار و نود و هفتمین سیارک کشف شده‌است که در ۳ مه ۱۹۹۷ کشف شد.